# Karlsruher Schachfreunde
Karlsruher Schachfreunde 1853 (KSF) ist der Name eines Karlsruher Schachvereins.
Der KSF entstand 1970 durch die Fusion des Karlsruher Schachklubs von 1853 mit den Karlsruher Schachfreunden Mühlburg. Er ist einer der führenden Schachvereine in Baden.

## Karlsruher Schachklub von 1853
Der Karlsruher Schachklub (KSK) wurde am 15. Oktober 1853 gegründet. Er ist damit einer der ältesten bestehenden Schachvereine Deutschlands. Aus dem Jahr 1863 ist eine Fernpartie erhalten, die gegen Stuttgart gespielt wurde. Im Jahr 1880 trat der KSK dem Süddeutschen Schachbund, 1888 dem Deutschen Schachbund bei. Der KSK war Gründungsmitglied des Badischen Schachverbandes und richtete 1911 den ersten Badischen Schachkongress aus. 1934 wurde eine Partie des Weltmeisterschaftskampfes zwischen Alexander Aljechin und Efim Bogoljubow in Karlsruhe ausgetragen. Auch nach dem Zweiten Weltkrieg blieb der KSK der führende Schachverein Badens.

## Karlsruher Schachfreunde
Am 29. Mai 1970 fusionierte der KSK mit den 1935 gegründeten Karlsruher Schachfreunden Mühlburg und trägt seitdem den heutigen Namen. Der Verein hat 168 Mitglieder (Stand: Dezember 2014) und nimmt mit acht Mannschaften (Oberliga bis Einsteigerklasse) am allgemeinen Spielbetrieb teil, außerdem hat er eine Frauenmannschaft (1. Frauenbundesliga), eine Seniorenmannschaft und verschiedene Jugendmannschaften.

### Bundesliga
Die Karlsruher Schachfreunde waren in der Saison 1974/75 in der Gruppe Südwest Gründungsmitglied der damals neu eingeführten vierteiligen Schachbundesliga, stiegen aber als Vorletzter ab. Nach dem direkten Wiederaufstieg gehörte die Mannschaft der Klasse bis zur Saison 1979/80 an. Nach dieser Saison wurde die eingleisige Bundesliga eingeführt, für welche die Karlsruher sich nicht qualifizierten. In der Saison 1986/87 spielte der KSF für ein Jahr in der höchsten deutschen Spielklasse. 1988 nahm der KSF an der Endrunde der Deutschen Pokal-Mannschaftsmeisterschaft teil. Seither spielte die erste Mannschaft meist in der zweiten Bundesliga, ab der Saison 2008/09 in der Oberliga Baden, ehe sie am Ende der Saison 2015/2016 in die Verbandsliga Nordbaden abstieg und seither in dieser Klasse spielt.

### Frauenmannschaft

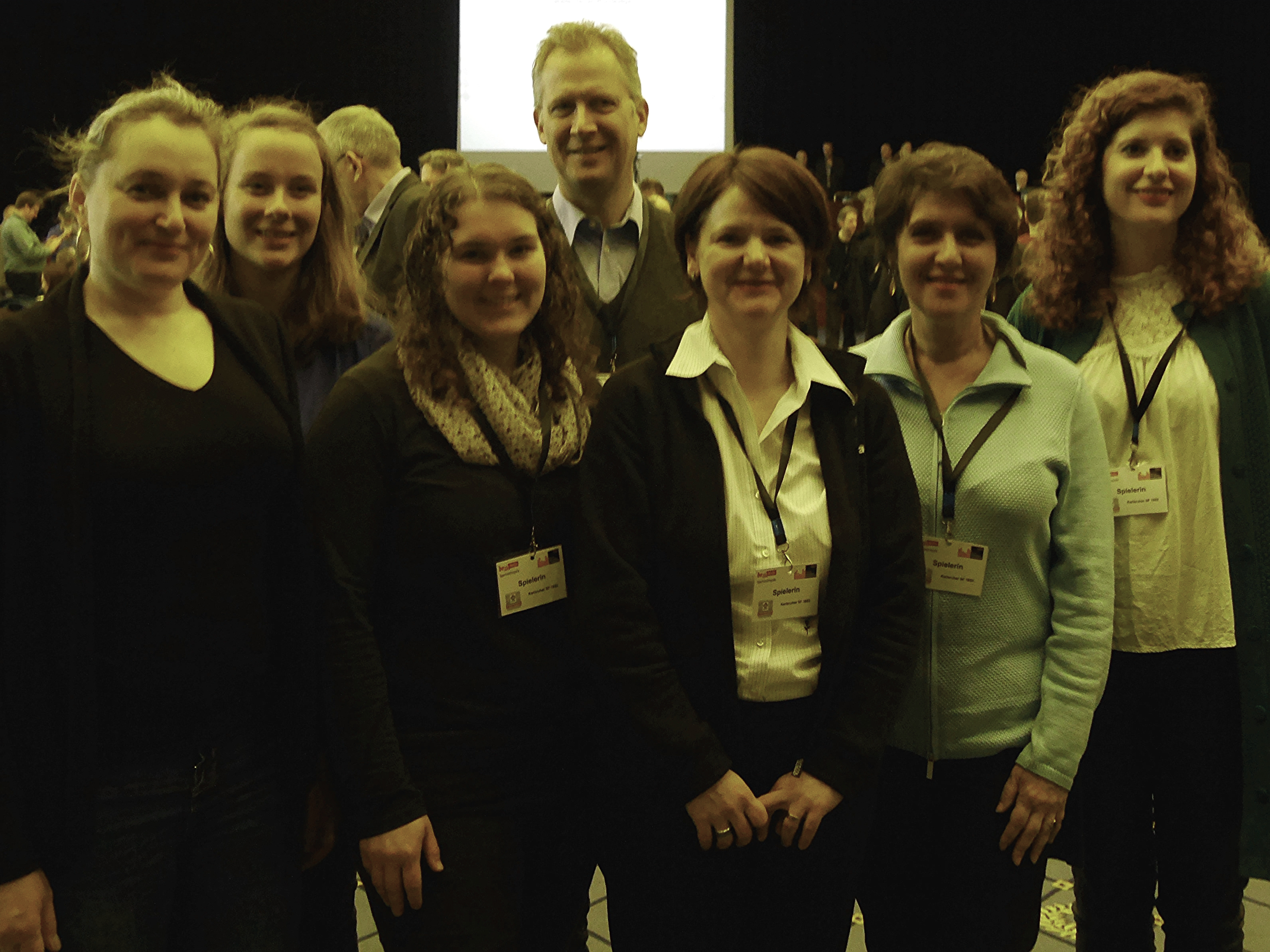
Das Karlsruher Frauenteam mit dem Vereinsvorsitzenden Christoph Pfrommer, 2017 in Berlin

1996 stieg die erste Frauenmannschaft des KSF in die Frauen-Bundesliga auf und gehörte dieser Klasse von der Saison 1996/97 bis zur Saison 2012/13 an. Die zweite Frauenmannschaft hielt sich einige Jahre in der Zweiten Bundesliga.
Ab der Saison 2015/16 spielen die Karlsruher Damen wieder in der ersten Bundesliga der Frauen. Am 1. Mai 2017 errangen sie mit zehn Mannschaftspunkten einen Mittelplatz. Die für die Bundesliga-Mannschaft spielende Annmarie Mütsch wurde im Oktober 2018 Jugendweltmeisterin der Altersklasse U-16.

#### Erster Platz in der 2. Frauen-Bundesliga Süd

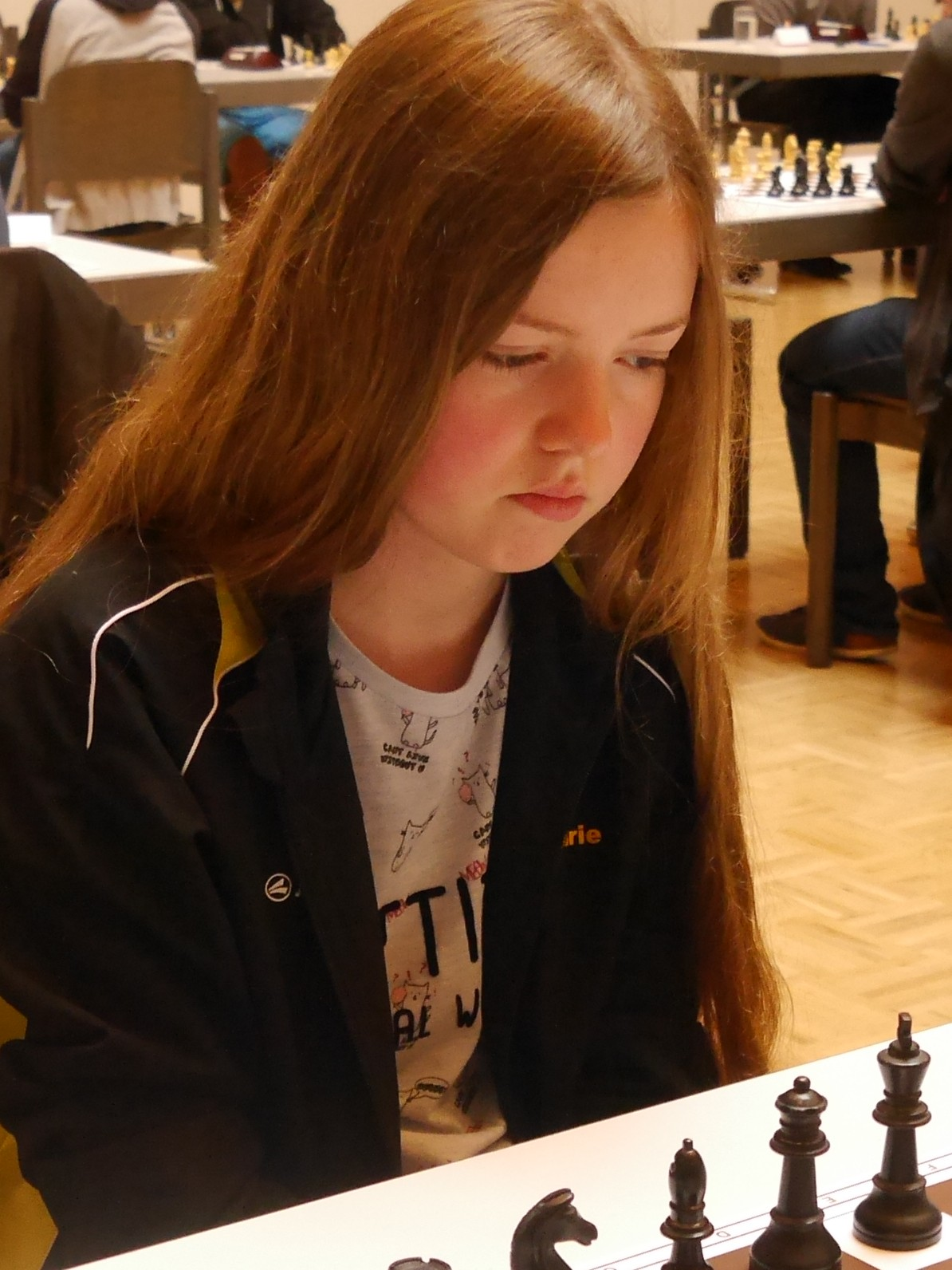
Annmarie Mütsch, Länderkampf Baden-Elsass 2016

Am 11. und 12. März 2023 fanden die entscheidenden vier Mannschaftskämpfe der zweiten Frauen-Bundesliga Süd in Freiburg im Breisgau statt.
Die Karlsruher Frauen errangen den ersten Platz.

### Jugendschach
Die Jugendmannschaft des KSF nahm von 1986 bis 1996 zehnmal an der Deutschen Meisterschaft für Vereinsjugendmannschaften teil und wurde dabei 1992 und 1993 jeweils Vizemeister. 1997 wurde die U15w-Mannschaft deutscher Vizemeister. In den Jahren 2005 und 2006 wurde die U12-Mannschaft jeweils Deutscher Meister. Auch einige Deutsche Einzelmeister wurden hervorgebracht: 1996 und 1998 wurde Isabel Werner jeweils Deutsche Meisterin in der Altersklasse U20w, 2006 Joshua Hager Deutscher Meister in der Altersklasse U12 und 2012 Paula Wiesner Deutsche Meisterin in der Altersklasse U14w. 1991 erhielt der KSF von der Dresdner Bank das „Grüne Band“ für vorbildliche Talentförderung.

## Bekannte Spieler
Für die Karlsruher Schachfreunde spielen beziehungsweise spielten unter anderem die Internationalen Meister Lothar Arnold, Fred Berend, Jop Delemarre, Jovanka Houska, Inna Janowska, Ketino Kachiani-Gersinska, Peter Kühn, Stefan Löffler, Maia Lomineischwili, Sophie Milliet und Daniel Roos, der internationale Fernschachmeister Clemens Werner, der Nationale Meister Max Eisinger, die Großmeisterinnen der Frauen Elvira Berend, Marina Manakov, Jessica Schmidt und Anna Wagener, die internationalen Meisterinnen der Frauen Isabel Delemarre, Gundula Heinatz, Mara Jelica, Veronika Kiefhaber, Ingrid Lauterbach, Manuela Mader, Helene Mira, Anne Moingt, Annmarie Mütsch, Heather Richards, Anna Rudolph und Nellya Vidonyak sowie die internationale Fernschachmeisterin der Frauen Birgit Schneider.